# Norwegischer Lundehund
Der Norwegische Lundehund ist eine von der FCI anerkannte norwegische Hunderasse (FCI-Gruppe 5, Sektion 2, Standard Nr. 265). Die Rasse wurde zur Jagd auf Papageitaucher (norwegisch Lunde) gezüchtet und eingesetzt.

## Herkunft und Geschichtliches
Im Jahr 1591 wurden die Hunde in einem Kapitel über die Insel Værøy von Erik Hansen Schønnebøl erwähnt. Der Italiener Francesco Negri berichtet 1666 von ähnlichen Hunden in der Finnmark.
Alle heute lebenden Lundehunde haben ihre Ahnen im Ort Måstad auf Værøy, da sie fast ausgerottet wurden. Die Bewohner von Røst, die ebenfalls über Jahrhunderte mit dem Hund auf Vogeljagd gegangen waren, gingen zum Vogelfang mit einem Netz über. Diese effektivere Methode wurde gebietsweise auch auf Værøy übernommen, so dass die Hunde überflüssig wurden. Sie begannen herumzustreunen und zu wildern. Daher beschlossen die Gemeindeverwaltungen auf Røst und Værøy eine Hundesteuer einzuführen, was zur Folge hatte, dass es in kurzer Zeit kaum noch einen Hund auf den Inseln gab.
In Måstad benötigte man weiterhin den Lundehund und erreichte nach einigen Protesten eine Steuerermäßigung. Somit wurde Måstad der einzige Ort, an dem diese Rasse noch existierte und wegen der Abgeschiedenheit vermischte sie sich auch nicht mit anderen Hunden. Von dieser Situation hörte 1938 Eleonora Christi. Sie erkannte, dass diese Rasse kurz vor dem Aussterben stand, und beschaffte sich drei Hündinnen und einen Rüden, um den Bestand zu retten. Drei Jahre später musste auf ihre Zucht zurückgegriffen werden, denn in Måstad starben innerhalb kurzer Zeit alle Hunde an der Staupe. Eleonora Christi übergab daraufhin den Bewohnern vier Hunde, mit denen eine neue Zucht aufgebaut wurde.
Heute existiert ein kleiner aber gesicherter Bestand. 2005 waren beim nationalen Zuchtverband Norwegens NKK 1015 Lundehunde registriert.

## Beschreibung
Bis zu 38 cm großer und etwa 7 kg schwerer spezieller Jagdhund.
Das Fell ist meist rot- bis fahlbraun mit weiß und hat stellenweise schwarze Haarspitzen. Es ist kräftig, enganliegend und relativ kurz mit weicher Unterwolle. Auch weiße Hunde mit dunklen Abzeichen entsprechen dem Rassestandard. Der Junghund hat meist noch weniger schwarze Haarspitzen im Deckhaar als erwachsene Hunde.
Der Lundehund besitzt dreieckige Ohren von mittlerer Größe, breit an der Basis, aufrecht getragen und eine halblange, dicht behaarte Rute, ringelförmig oder leicht gerollt über dem Rücken oder auch hängend getragen.

## Besonderheit

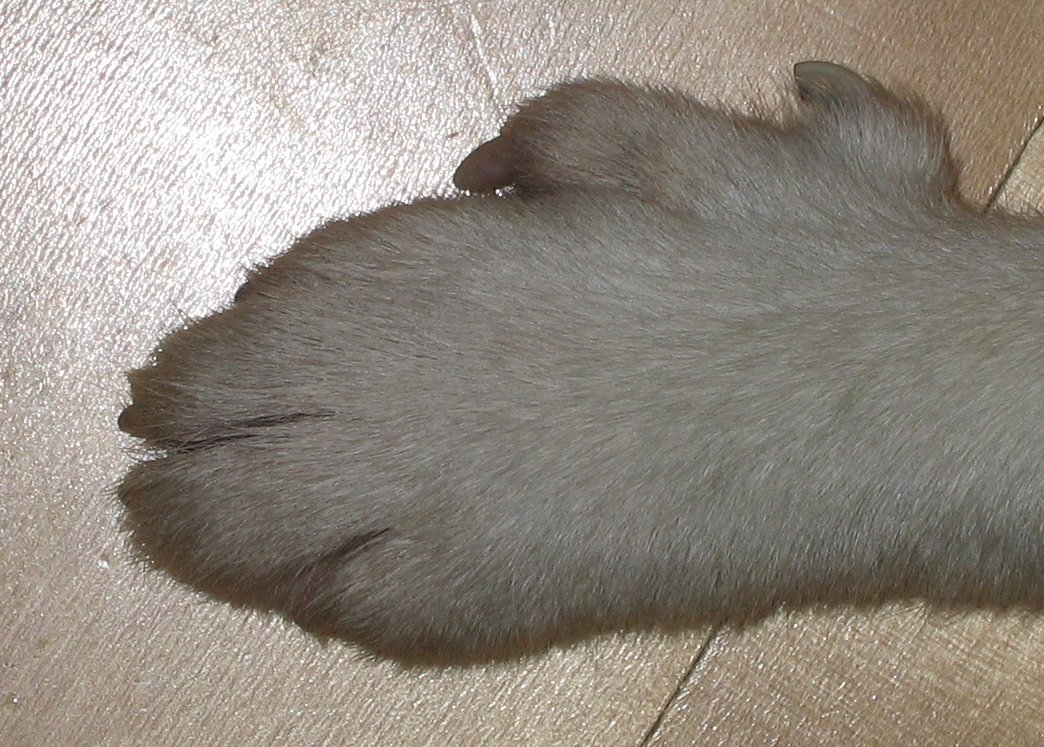
Pfote mit sechs Zehen

Lundehunde wurden auf einigen Inseln der Lofoten zur Jagd von Papageitauchern eingesetzt. Ihnen wurden dazu besondere anatomische Merkmale angezüchtet. Ein besonderer Schultergürtel macht es dem Tier möglich, die beiden Vorderläufe im 90°-Winkel seitlich wegzustrecken. Der Kopf lässt sich bis an die Wirbelsäule nach hinten biegen, wodurch sich der Hund „kürzer“ machen kann. Um die Papageitaucher nicht zu stark zu verletzen, haben die Hunde bis zu acht Backenzähne weniger. Weiterhin ist ein Lundehund durch eine Querfalte im Ohrenknorpel in der Lage, die normalerweise spitz nach oben stehenden Ohren zuzuklappen, um seine Gehörgänge vor Schmutz und Tropfwasser zu schützen.
Im Rassestandard sind die Pfoten folgendermaßen beschrieben:
- Vorderpfoten: Ovale, leicht nach auswärts gedrehte Pfoten mit mindestens sechs Zehen, wovon fünf effektiv auftreten, also den Hund abstützen sollen. Acht Ballen an jeder Pfote. Anatomisch besteht der Daumenkomplex aus einer zusammengewachsenen dreiteiligen und einer zweiteiligen Zehe mit dazugehörendem Sehnen- und Muskelapparat.
- Hinterpfoten: Ovale, leicht nach auswärts gedrehte Pfoten mit mindestens sechs Zehen, wovon vier effektiv auftreten, also den Hund abstützen sollen. Sieben Fußballen an jeder Pfote. Der mittlere Ballen, der größte, ist mit den zwei inneren Ballen zusammengewachsen. Wenn der Hund normal auf ebener Fläche steht, wird das Gewicht des Körpers normal auf allen Zehenballen verteilt.[3]

## Wesen
Der Norwegische Lundehund ist sehr wachsam, energisch und lebhaft, kinderlieb und sehr freundlich. Mit anderen Hunden kommt er normalerweise gut zurecht. Er ist aber auch sensibel und scheu.